# Ruta Estatal de Alabama 14
La Ruta Estatal de Alabama 14, y abreviada SR 14 (en inglés: Alabama State Route 14) es una carretera estatal estadounidense ubicada en el estado de Alabama,cruza los condados de Pickens, Greene, Hale, Perry, Hale, Dallas, Autauga, Elmore, Tallapoosa, Macon y Lee. La carretera inicia en el Oeste desde la MS 69 en la línea estatal con Misisipi sigue en sentido Este hasta finalizar en la AL 267     en Auburn Alabama, tiene una longitud de 351,3 km (218.289 mi).

## Mantenimiento
Al igual que las autopistas interestatales, y las rutas federales y el resto de carreteras estatales, la Ruta Estatal de Alabama 14 es administrada y mantenida por el Departamento de Transporte de Alabama por sus siglas en inglés ALDOT.

## Cruces
La Ruta Estatal de Alabama 14 es atravesada principalmente por los siguientes cruces:
- I-20/I-59en Eutaw
- US 11/US 43 en Eutaw
- US 80     en Selma
- US 31     en Prattville
- I 65     en Prattville
- US 231     en Wetumpka